# Họ Ruồi giả ong
Họ Ruồi giả ong hay họ Ruồi ăn rệp (danh pháp khoa học: Syrphidae) là các loài ruồi giả dạng như ong.
Chúng là các loài ruồi luôn lượn lờ trên các loài thực vật có hoa để kiếm mật trên các bông hoa; những con trưởng thành ăn chủ yếu là mật và phấn hoa, trong khi ấu trùng của chúng (giòi) ăn nhiều loại thức ăn. Ở một số loài, ấu trùng là động vật hoại sinh, ăn các chất của động vật hay thực vật đang bị thối rữa trong đất hay trong ao hoặc các con suối. Ở các loài khác, ấu trùng là động vật ăn sâu bọ và chúng săn tìm các loại rệp (siêu họ Aphidoidea), rầy, bọ trĩ (bộ Thysanoptera) và các loại côn trùng hút nhựa cây khác. Chỉ riêng rệp đã gây tổn thất cho mùa màng trên khắp thế giới ước tính hàng chục triệu đôla Mỹ mỗi năm, và vì thế các loài ruồi giả ong ăn rệp được coi là thiên địch quan trọng của sâu bọ, và nó là các sinh vật tiềm năng để sử dụng trong kiểm soát sinh học.Các loài ruồi giả ong trưởng thành cũng là các động vật thụ phấn cho cây khá quan trọng.
Tên gọi của chúng cho thấy nhiều loài giả dạng như ong hay ong bắp cày ở bề ngoài. Người ta cho rằng việc giả dạng này bảo vệ chúng để không bị các loài chim coi là thức ăn, cũng như từ các loài động vật ăn sâu bọ khác, do chúng thường tránh ăn thịt ong bắp cày thật sự vì nọc của chúng. Tuy nhiên, có thể phân biệt ruồi giả ong với ong bắp cày bằng cách đếm cánh của chúng: ruồi giả ong có 2 cánh, trong khi ong và ong bắp cày có 4 cánh. Chúng cũng có thể phân biệt đơn giản hơn bằng cách nhìn vào đầu chúng: nếu như nó giống như đầu của ruồi nhà thì nó là ruồi giả ong. Kiểu bay của ruồi giả ong là gần như đứng yên, sau đó lao tới một khoảng ngắn rất nhanh để lại bắt đầu lượn lờ trên các bông hoa, một kiểu bay không thấy có ở ong và ong bắp cày mà chúng giả dạng.
Khoảng 6.000 loài trong 200 chi đã được miêu tả. 

## Với nghề làm vườn
Ấu trùng của ruồi giả ong săn tìm các loại rầy xanh (họ Cicadellidae), là các loài côn trùng truyền bệnh dịch cho cây như bệnh xoăn lá. Vì thế, trong nông nghiệp, các loài ruồi giả ong này được coi là các biện pháp tự nhiên để góp phần giảm thiểu bệnh dịch của cây.
Những người làm vườn đôi khi cũng sử dụng biện pháp gieo trồng các loài cây đồng hành để thu hút ruồi giả ong. Các loài cây như vậy bao gồm cải gió (chi Alyssum), thập tự (chi Iberis), trường anh (chi Limonium), kiều mạch (Fagopyrum esculentum), mẫu thảo (cúc đĩa, cam cúc hay cúc Đức, một số loài trong các chi Chamaemelum, Matricaria), mùi tây (Petroselinum crispum) hay cỏ thi (Achillea millefolium).

## Thư viện

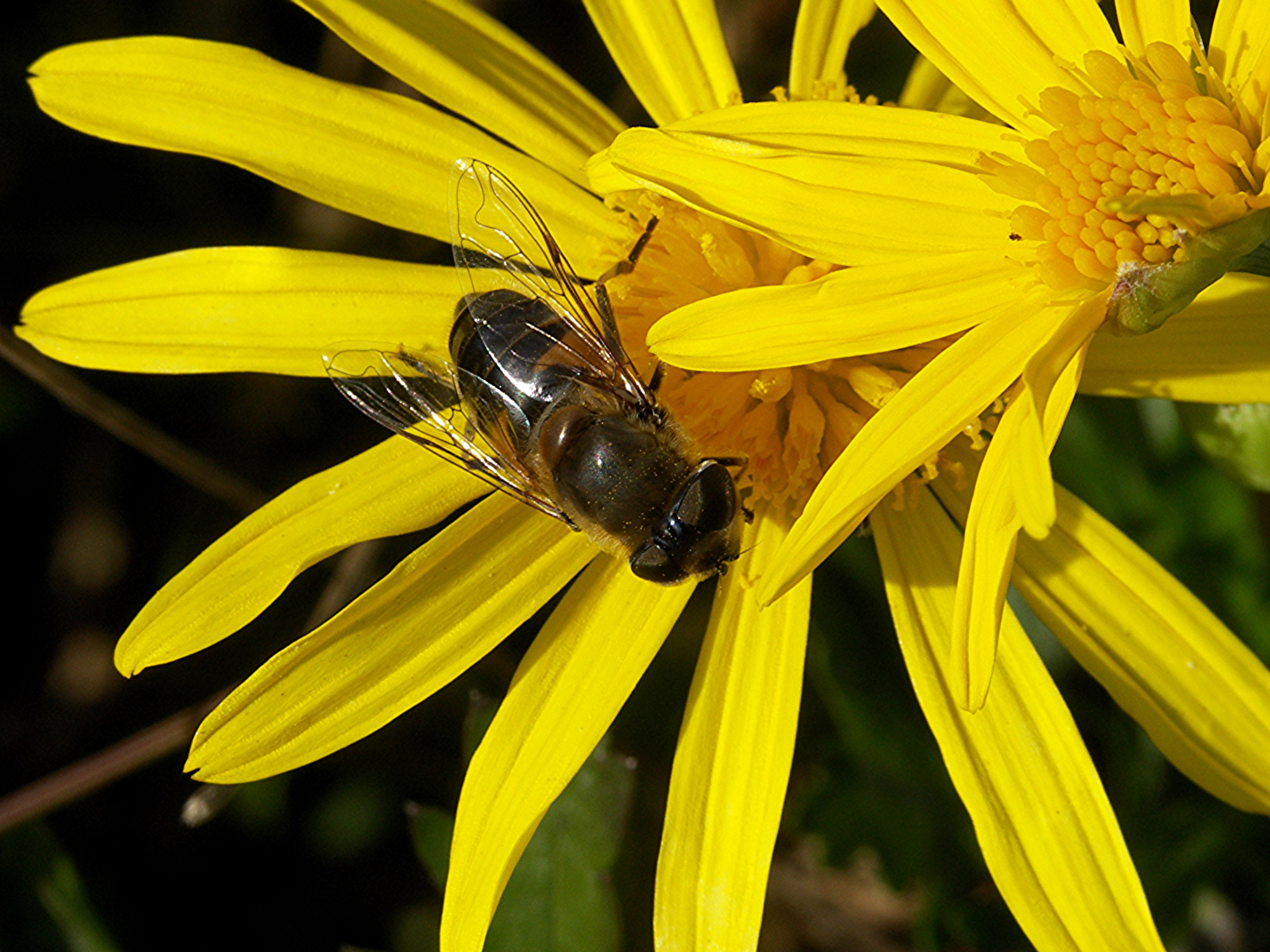
Một con ruồi giả ong cái thuộc chi Eristalis
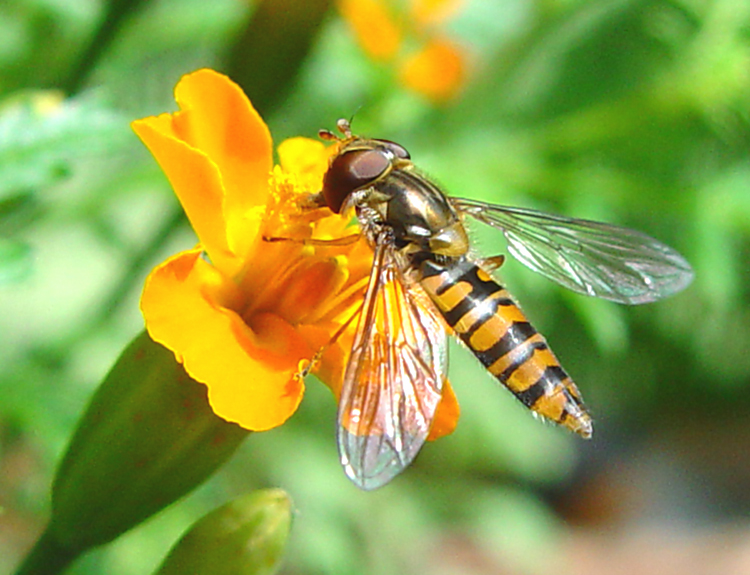
Episyrphus balteatus
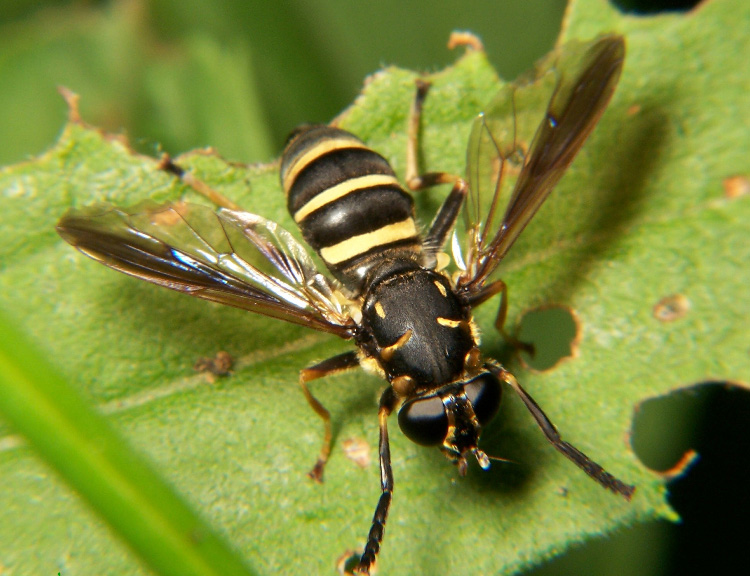
Muội loại ruồi giả ong bắp cày, chi Temnostoma.
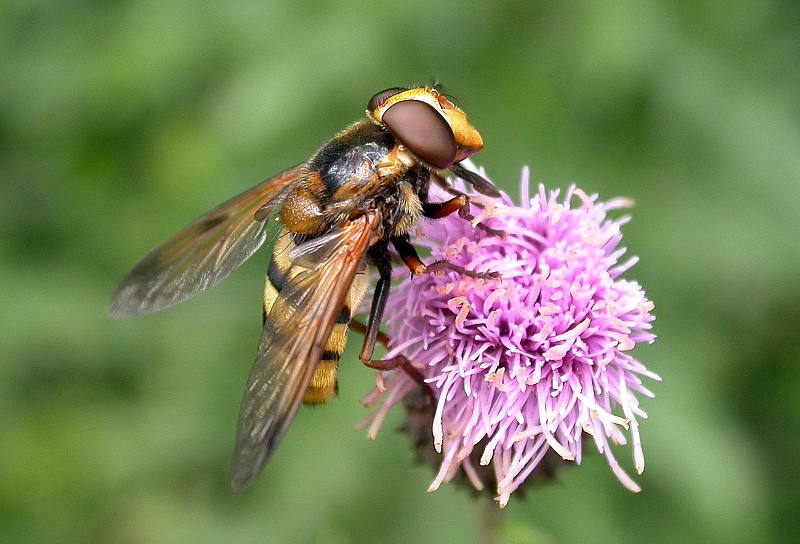
Volucella inanis
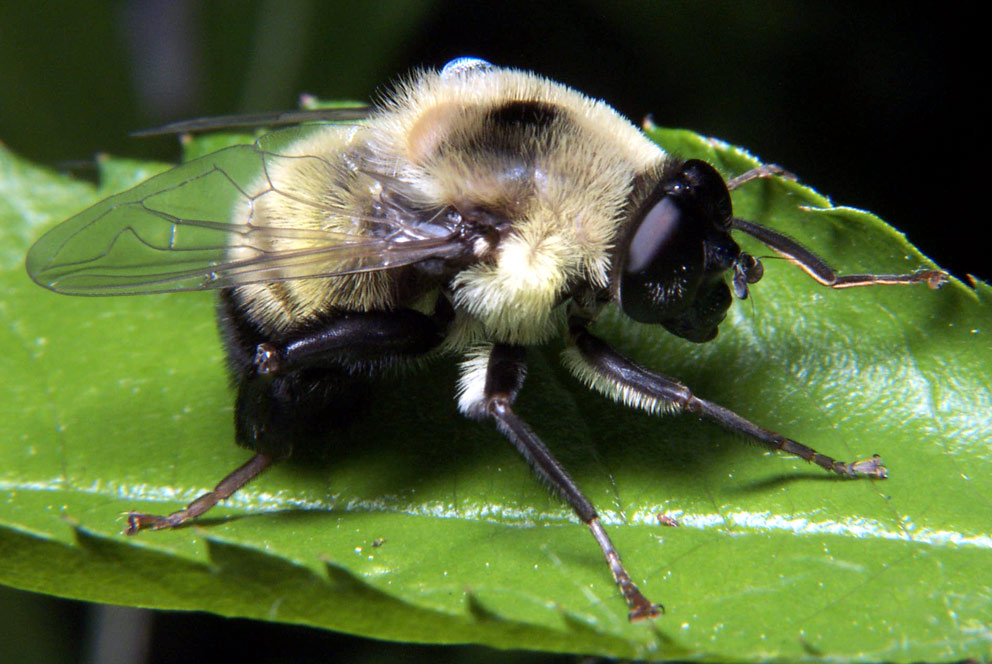
Ruồi giả ong nghệ chi Mallota.
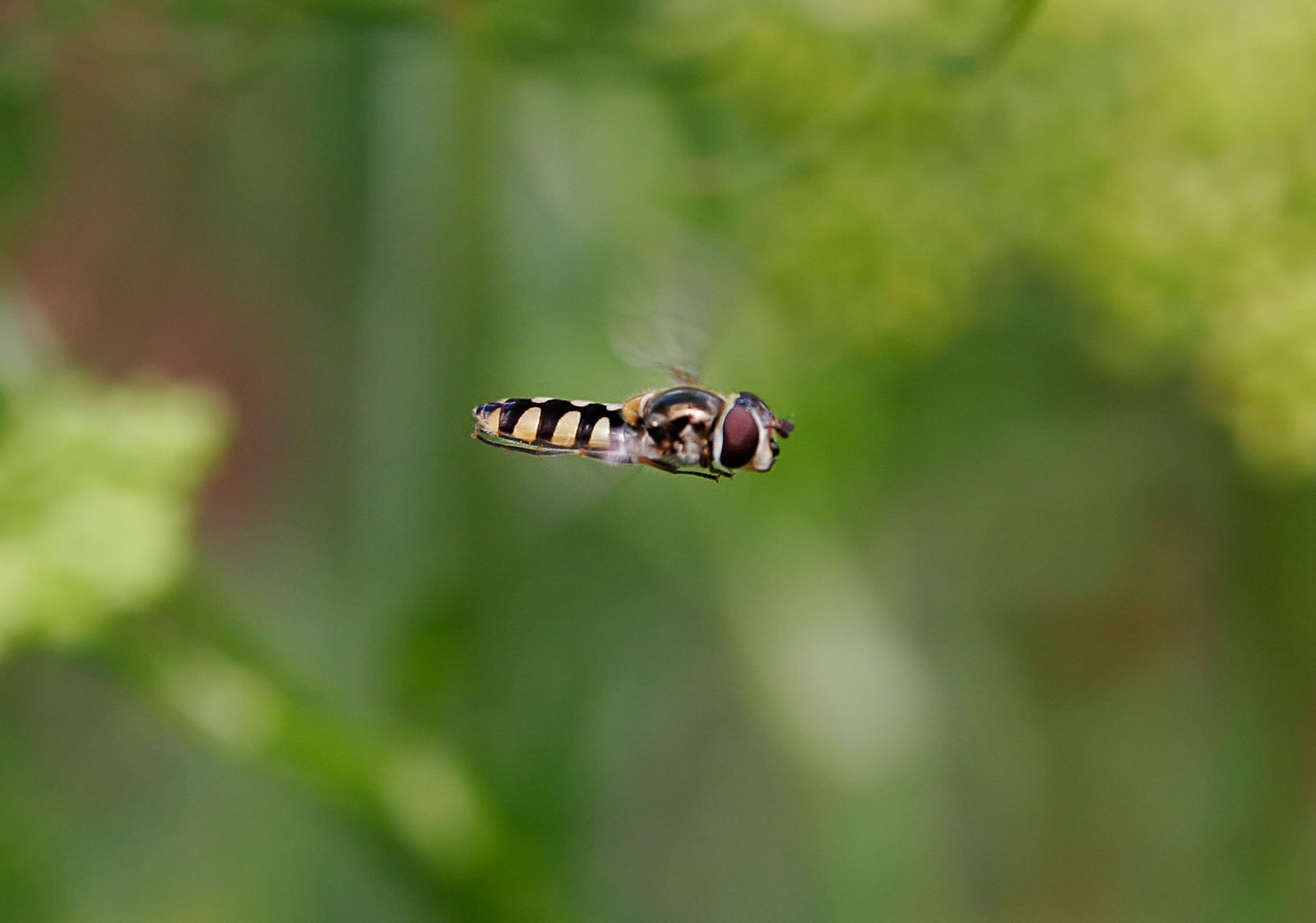
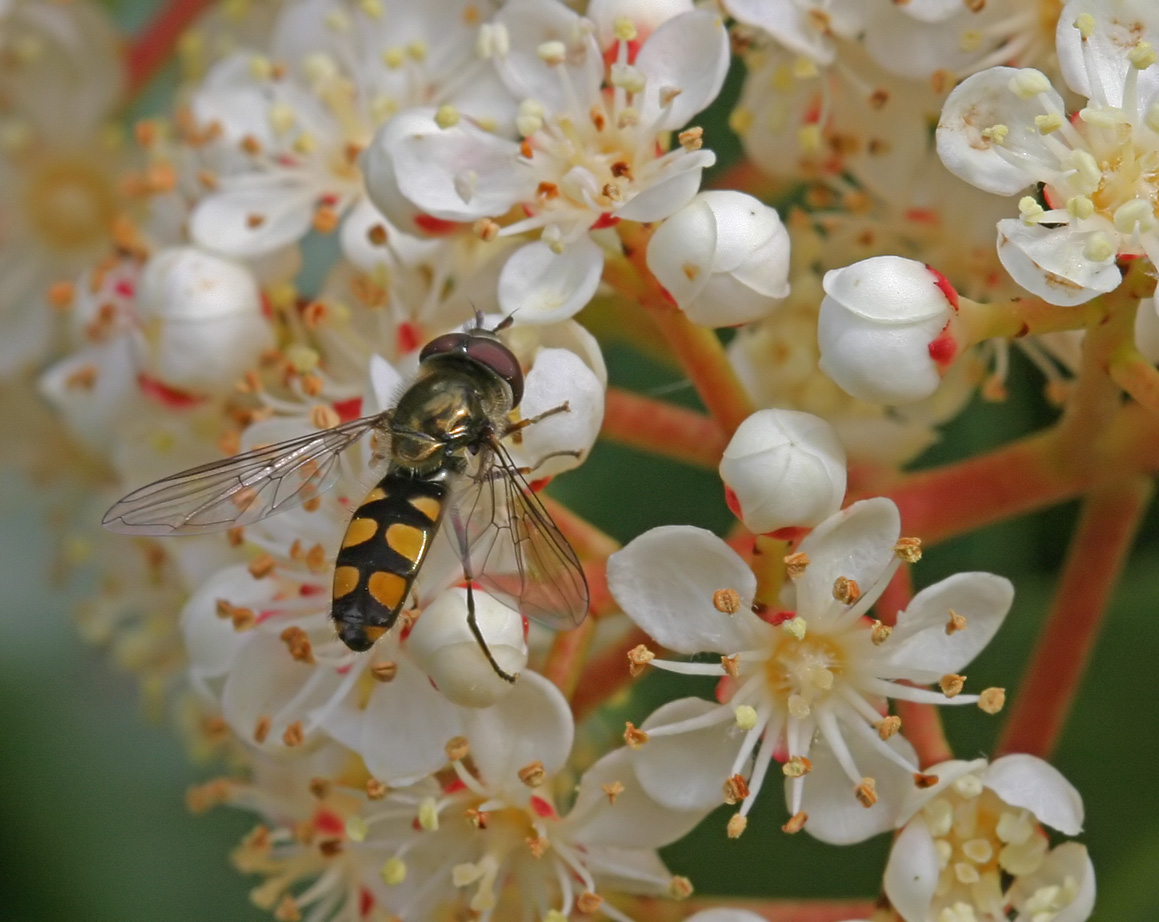
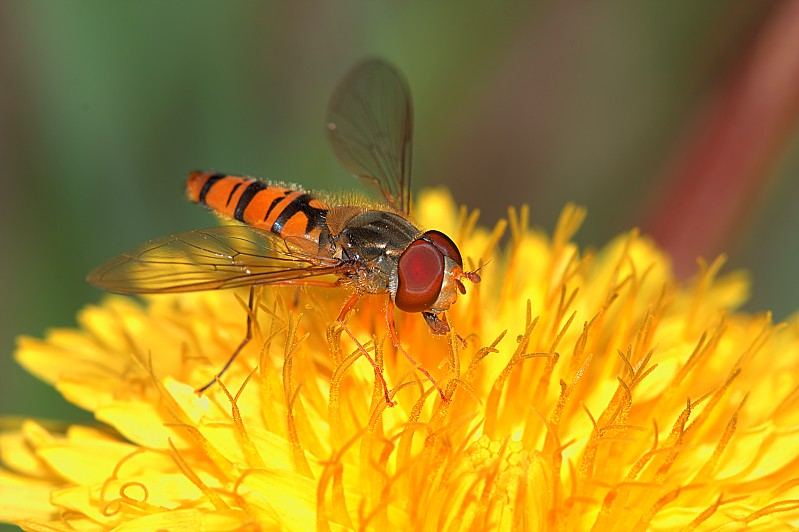
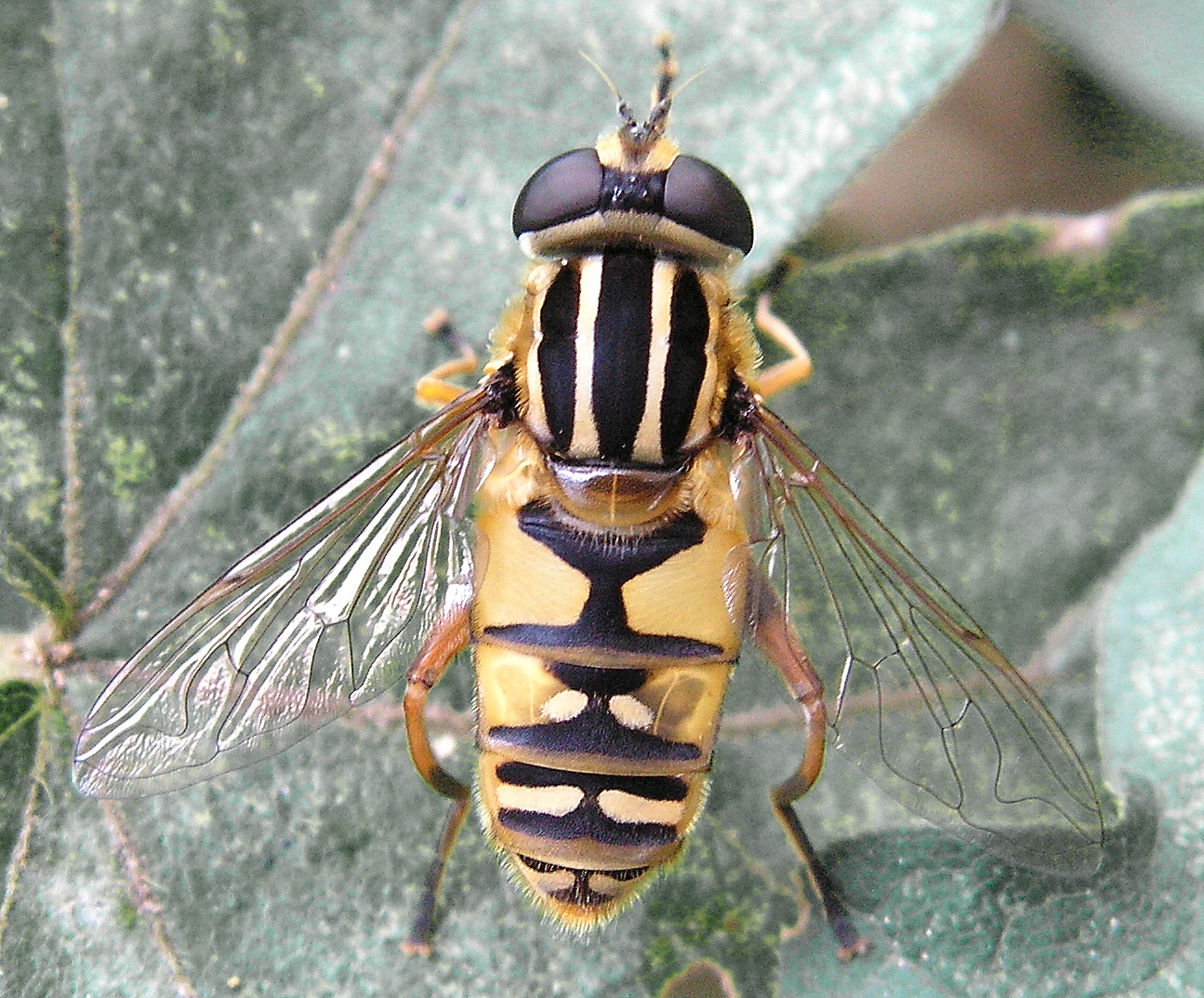
Helophilus pendulus
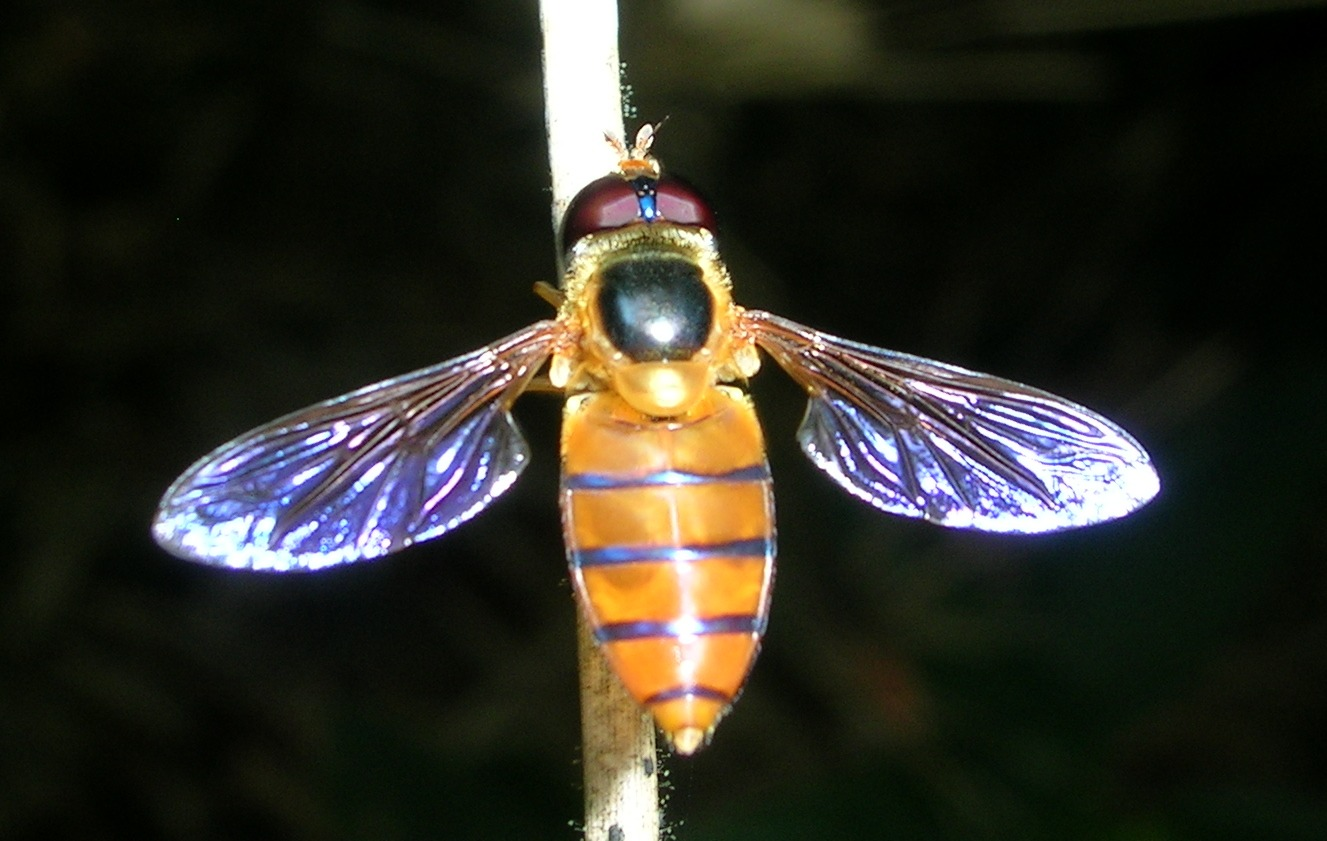
Ruồi giả ong, chụp tại Western Ghats
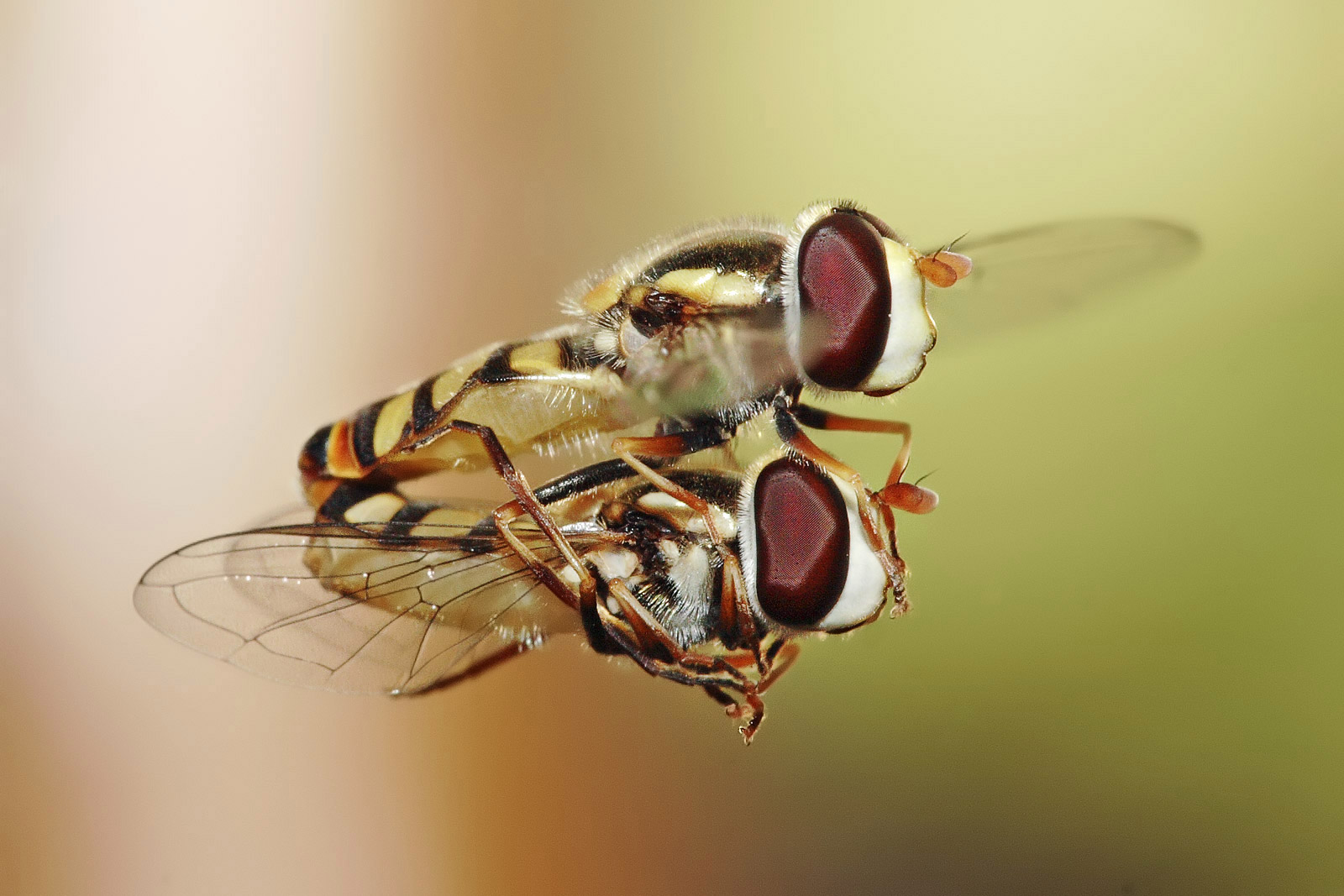
Ruồi giả ong đang giao phối trong không trung

## Danh sách các loài
- Cận Bắc cực Lưu trữ ngày 18 tháng 3 năm 2008 tại Wayback Machine
- châu Âu, bao gồm cả Nga Lưu trữ ngày 15 tháng 10 năm 2005 tại Wayback Machine
- Châu Đại Dương/Australia